# Libantè
Libantè est un arrondissement de la commune Segbana localisé dans le département de l'Alibori au nord du Bénin.

## Histoire
Libantè devient officiellement un arrondissement de la commune de Segbana, le 27 mai 2013 après la délibération et adoption par l'Assemblée nationale du Bénin en sa séance du 15 février 2013 de la loi n° 2013-O5 du 15/02/2013 portant création, organisation, attributions et fonctionnement des unités administratives locales en République du Bénin.

## Administration
L'arrondissement de Libantè fait partie des 5 que compte la commune Segbana:
1. Libousou
2. Lougou
3. Sokotindji
4. Segbana(arrondissement).

Précisons que dans l'arrondissement de Libante est subdivisé en quartier qui sont:
- Bobena
- Diapeou
- Koute
- Libante(Quartier)
- Sahonzi [3]

## Population
Selon le Recensement Général de la Population et de l'Habitation (RGPH4) de l'Institut National de la Statistique et de l'Analyse Economique(INSAE) au Bénin en 2013, la population de Libantè compte 1 941 ménages avec 16 211 habitants :
| Indicateur           | 2013   |
| -------------------- | ------ |
| Nombre de ménages    | 1 941  |
| Population féminine  | 8 048  |
| Population masculine | 8 163  |
| Population totale    | 16 211 |